# UK-51 Helsinki
L'UK-51 Helsinki è una squadra di pallamano maschile finlandese con sede a Helsinki.

## Palmarès

### Titoli nazionali
- Campionato finlandese: 4 
  - 1966-67, 1968-69, 1969-70, 1970-71.